# Lionel Trilling
Lionel Mordechai Trilling (New York, 4 luglio 1905 – 5 novembre 1975) è stato un critico letterario, scrittore e insegnante statunitense.
Laureato alla Columbia University, vi è rimasto come uno dei suoi insegnanti più importanti e rappresentativi. Con la moglie Diana Rubin Trilling (1905-1996) era uno di quegli intellettuali newyorchesi che facevano gruppo e opinione, se non discussioni sulle maggiori riviste cittadine, alla Columbia e al City College di New York.
In particolare Trilling scrisse per 40 anni sulla Partisan Review.
Nonostante il successo delle due novelle Of This Time, of That Place (1943) e The Other Margaret (1945) e del romanzo The Middle of the Journey  (1947), apprezzati a suo tempo e anche dopo, il suo vero mestiere divenne quello di critico, soprattutto della prosa sua contemporanea.

## Biografia
Nato nel quartiere Queens di New York City da una famiglia ebrea, nel 1921 si diplomò al liceo "DeWitt Clinton" del Bronx, per poi entrare a soli 16 anni alla Columbia University. Arrivò alla laurea nel 1925 e al master nel 1926. Intanto cominciò a tenere supplenze e a insegnare all'Università del Wisconsin-Madison e al Hunter College, per tornare nel 1932 alla Columbia University, dove fece il dottorato con una tesi su Matthew Arnold e nel 1939 fu chiamato come assistente professore (il primo insegnante ebreo che insegnava a quel livello e a posto fisso negli Stati Uniti). Nel 1948 fu professore di ruolo.
Dal 1937, intanto, era entrato nella rivista fondata nel 1934 da William Philips e Philip Rahv, Partisan Review, una rivista di sinistra, ma d'opposizione allo stalinismo, sulla quale si scriveva di cultura, letteratura e politica, mettendo l'accento sui fenomeni dal punto di vista storico e prendendo posizione vivaci e a momenti coraggiose nei dibattiti in corso.
A Trilling però interessava più Freud che Marx, anche se preferiva le pagine dello psicoanalista quando parlava dei disagi della civiltà e si tenne lontano dalle terminologie più tecniche e terapeutiche.
I suoi corsi erano molto seguiti. Tra i suoi studenti ci furono Norman Podhoretz, Jack Kerouac, Allen Ginsberg, John Hollander e Louis Menand. Tra gli amici frequentava più spesso Philip Rahv, William Phillips, Sidney Hook, Lionel Abel, James Burnham, Dwight Macdonald, Max Eastman, Carolyn Gold Heilbrun e James T. Farrell.
Dal 1969 al 1970 fu anche Norton Professor ad Harvard, mentre nel 1972 venne scelto per dare la prima Jefferson Lecture in the Humanities, considerata di altissimo onore. Fu anche Senior Fellow della Kenyon School of English e Senior Fellow dell'Indiana School of Letters.
Legato all'insegnamento, ma ormai più evento culturale cittadino, furono i suoi incontri con Jacques Barzun per la presentazione dei Great Books, un poco come voleva la tradizione editoriale dei Grandi Libri del Mondo Occidentale.

## Pensiero critico
Dopo essersi occupato di Matthew Arnold e E. M. Forster con due importanti monografie, la sua raccolta di saggi più importante è The Liberal Imagination (1950), dove criticava l'ottimismo eccessivo dei liberali americani in quanto non aveva permesso lo sviluppo di una letteratura come quella di Proust, Joyce, Lawrence, Eliot, Yeats, Mann, Kafka, Rilke o André Gide, con le loro indagini che si esprimono oltre il principio di rispettabilità della morale borghese americana.
Le due raccolte successive (intervallate da Freud and the Crisis of Our Culture, sul pensiero dell'austriaco), sono The Opposing Self (1955) e A Gathering of Fugitives (1956), dove rivela una certa contentezza con la politica eisenhoweriana se solo si decide di stare nel partito della mente più che nel partito dei soldi. Rintraccia dunque il precursore di questa scelta in Ralph Waldo Emerson, opponendosi a Theodore Dreiser e trovando in Henry James il bilanciamento tra gli estremi. Altri autori che interessarono Trilling sono John Keats (specialmente le lettere), William Dean Howells, John O'Hara, George Orwell, William Wordsworth ed Edith Wharton.
Dopo questo periodo relativamente ottimistico, la critica di Trilling cominciò a ruotare intorno ai concetti chiave della moralità come scelta (non seguita per inerzia e abitudine ma come fare dell'essere umano in quanto essere umano tra gli altri) e l'apprezzamento della natura (in modo quasi rousseauiano) come sede del sentimento. Beyond Culture (1965) e Sincerity and Authenticity (1972) sembrarono dunque prendere una posizione da conservatore riguardo alla cultura, ma Trilling voleva piuttosto insistere sulla necessità di dare valore a ciò che ha nutrito la cultura americana più che alla rincorsa verso il nuovo. Perciò, oltre ai citati, si rivolse a Dostoevskij e a Shakespeare e mostrò una certa inquietudine verso le avanguardie e verso il desiderio di fare "scandalo" della letteratura più recente. In particolare il secondo saggio mise in relazione il valore della sincerità (che vedeva esemplificato nell'Horatio di Shakespeare) con il valore dell'autenticità (che riferiva metaforicamente al Kurtz di Conrad), vedendo nel degrado della prima e nel successo della seconda una tendenza distruttiva della società.
Rattristato dalle protesta giovanile (in questo periodo tenne lezioni Oxford per stare lontano dalla Columbia in agitazione studentesca), si occupò dunque di Jane Austen, distante, europea, onesta e del XIX secolo, dunque al riparo e riparatrice rispetto al quotidiano.
Trilling non ha fondato nessuna scuola o metodo o tecnica o sistema di leggere la letteratura e negli anni del New Criticism e delle nascenti mode semiologiche, rimase quasi isolato e senza allievi, ma l'attenzione di lettore e la grazia dello stile con cui esercitava il suo giudizio critico gli hanno fatto guadagnare un posto nella storia della critica culturale statunitense.
Tra le sue opere anche la riduzione della biografia di Ernest Jones su Freud e la cura (con Harold Bloom) dell'antologia Oxford Anthology of English Literature (1973). I suoi ultimi saggi (a cura della moglie) e un romanzo incompiuto uscirono postumi.

## Opere

### Narrativa
- The Middle of the Journey (1947)
- Of This Time, of That Place and Other Stories (1979)
- The Journey Abandoned: the Unfinished Novel (2008, romanzo incompiuto e postumo a cura di Geraldine Murphy)

### Saggi
- Matthew Arnold (1939)
- E. M. Forster: A Study (1943)
- The Liberal Imagination: Essays on Literature and Society (1950)
- The Opposing Self: Nine Essays in Criticism (1955)
- Freud and the Crisis of Our Culture (1955)
- A Gathering of Fugitives (1956)
- Prefazione a Isaac Babel, Collected Stories (1961)
- Beyond Culture: Essays on Literature and Learning (1965)
- Postfazione a Tess Slesinger, The Unpossessed (1965, prima ed. 1934
- Prefazione e commenti a The Experience of Literature (1967)
- Literary Criticism: an Introductory Reader (a cura di, 1970)
- Sincerity and Authenticity (1972, conferenze Charles Eliot Norton del 1969)
- Mind in the Modern World: the 1972 Thomas Jefferson Lecture in the Humanities (1973)
- The Last Decade: Essays and Reviews, 1965-75 (1979)
- Speaking of Literature and Society (1980)
- The Moral Obligation to Be Intelligent: Selected Essays (2001, antologia)

### Traduzioni italiane
- La letteratura e le idee, trad. e introduzione di Luciano Gallino, Einaudi, Torino 1962
- Introduzione a Gustave Flaubert, Bouvard e Pecuchet, trad. Camillo Sbarbaro, Einaudi, Torino 1964
- Crisi, trad. B. Lauzi, Sugar, Milano 1964 (The Middle of the Journey)
- Introduzione a John O'Hara, 32 racconti, trad. Ettore Capriolo, Rizzoli, Milano 1970
- Ernest Jones, Vita e opere di Sigmund Freud, ed. ridotta a cura di Lionel Trilling e Steven Marcus, trad. Arnaldo Novelletto, Il Saggiatore, Milano 1973
- Al di là della cultura: saggi su Austen, Wordsworth, Keats, Freud, Babel, Leavis, Snow, Hawthorne e Joyce, a cura di Guido Fink, La nuova Italia, Firenze 1980
- Sincerità e autenticità, a cura di Raffaele Ariano e Andrea Tagliapietra, Moretti & Vitali, Bergamo 2018